# Shen Weixiao
Shen Weixiao (chinês simplificado: 沈维孝, pinyin: Shěn Wéixiào; Guichi, Anhui, maio de 1975) é um matemático chinês, especialista em sistemas dinâmicos.
Shen obteve a graduação na Universidade de Ciência e Tecnologia da China em 1995. Obteve um doutorado na Universidade de Tóquio em 2001 com a tese On the metric property of multimodal interval maps and density of axiom A, orientado por Mitsuhiro Shishikura. Shen é professor da Universidade Nacional de Singapura.
Publicou com Oleg Kozlovski e Sebastian van Strien uma solução da segunda parte do problema 11 dos problemas de Smale
Foi palestrante convidado do Congresso Internacional de Matemáticos em Seul, com Sebastian van Strien (2014: Recent developments in interval dynamics).

## Publicações selecionadas
- Shen, Weixiao (2000). «On the qc rigidity of real polynomials (Comprehensive Research on Complex Dynamical Systems and Related Fields)» (PDF). Kyoto University. 数理解析研究所講究録 (Mathematical Analysis Workshop Proceedings). 1153: 41–58
- Shen, Weixiao (2003). «On the measurable dynamics of real rational functions» (PDF). Ergodic Theory and Dynamical Systems. 23 (3): 957–983. doi:10.1017/S0143385702001311
- Bruin, Henk; Shen, Weixiao; Strien, Sebastian van (2003). «Invariant Measures Exist Without a Growth Condition» (PDF). Communications in Mathematical Physics. 241 (2–3): 287–306. Bibcode:2003CMaPh.241..287B. doi:10.1007/s00220-003-0928-z
- Shen, Weixiao (2004). «On the metric properties of multimodal interval maps and {\displaystyle C}2 density of Axiom A». Inventiones Mathematicae. 156 (2): 301–403. ISSN 0020-9910. doi:10.1007/s00222-003-0343-2 (ver Axioma A.)
- Shen, Weixiao (2006). «Decay of Geometry for Unimodal Maps: An Elementary Proof». Annals of Mathematics. 163 (2): 383–404. JSTOR 20159962. doi:10.4007/annals.2006.163.383
- Kozlovski, Oleg; Shen, Weixiao; Van Strien, Sebastian (2007). «Rigidity for real polynomials». Annals of Mathematics. 165 (3): 749–841. doi:10.4007/annals.2007.165.749
- Bruin, Henk; Rivera-Letelier, Juan; Shen, Weixiao; Van Strien, Sebastian (2008). «Large derivatives, backward contraction and invariant densities for interval maps» (PDF). Inventiones Mathematicae. 172 (3): 509–533. Bibcode:2008InMat.172..509B. doi:10.1007/s00222-007-0108-4
- Avila, Artur; Lyubich, Mikhail; Shen, Weixiao (2008). «Parapuzzle of the Multibrot set and typical dynamics of unimodal maps». arXiv:0804.2197 [math.DS]
- Avila, Artur; Kahn, Jeremy; Lyubich, Mikhail; Shen, Weixiao (2009). «Combinatorial rigidity for unicritical polynomials». Annals of Mathematics. 170 (2): 783–797. JSTOR 25662159. doi:10.4007/annals.2009.170.783
- Shen, Weixiao (2013). «On stochastic stability of non-uniformly expanding interval maps». Proceedings of the London Mathematical Society. 107 (5): 1091–1134. arXiv:1107.2537. doi:10.1112/plms/pdt013
- Shen, Weixiao; Van Strien, Sebastian (2013). «On stochastic stability of expanding circle maps with neutral fixed points». Dynamical Systems. 28 (3): 423–452. arXiv:1212.5671. doi:10.1080/14689367.2013.806733
- Gao, Bing; Shen, Weixiao (2014). «Summability implies Collet–Eckmann almost surely». Ergodic Theory and Dynamical Systems. 34 (4): 1184–1209. arXiv:1111.3720. doi:10.1017/etds.2012.173
- Rivera-Letelier, J.; Shen, W (2014). «Statistical properties of one-dimensional maps under weak hyperbolicity assumptions» (PDF). Ann. Sci. Éc. Norm. Supér. 47 (6): 1027–1083. doi:10.24033/asens.2233
- Shen, Weixiao (2018). «Hausdorff dimension of the graphs of the classical Weierstrass functions». Mathematische Zeitschrift. 289 (1–2): 223–266. arXiv:1505.03986. doi:10.1007/s00209-017-1949-1